# Sonya Tayeh
Sonya Tayeh är en amerikansk koreograf som i huvudsak ägnar sig åt  olika sorters jazzdans. Hon har koreograferat för TV-programmet So You Think You Can Dance. Hon är född i Brooklyn, New York och uppvuxen i Detroit, Michigan.